# Komunální volby v Grónsku 2017
Komunální volby v Grónsku v roce 2017 proběhly dne 4. dubna 2017. Obyvatelé volili do 3 regionálních obecních rad, 2 přechodných výborů, několika osadních rad a farních církevních rad. Volby vyhrála zemi dominující strana Siumut.

## Výsledky
| Strana | Strana                | Počet hlasů | Počet hlasů | Křesla | Křesla |
| Strana | Strana                | %           | Změna       | Počet  | Změna  |
| ------ | --------------------- | ----------- | ----------- | ------ | ------ |
|        | Siumut                | 41.5 %      | ▼ 6.0%      | 39     | ▲ 1    |
|        | Inuitské společenství | 32.4 %      | ▲3.0%       | 26     | ▲ 6    |
|        | Atassut               | 11.8 %      | ▼1.1%       | 9      | ▬      |
|        | Demokraté             | 8.2 %       | ▲ 1.8%      | 4      | ▲ 2    |
|        | Partii Naleraq        | 4.6 %       | Nová        | 3      | Nová   |
|        | Ostatní               | 0%          | ▼ 0.2%      | 0      | ▼ 1    |

## Změny starostů
| Odcházející a noví starostové |                       |              |            |                     |            |
| Kraj                          | Před volbami          | Před volbami | Po volbách | Po volbách          | Kraj       |
| Kujalleq                      | Jørgen Wæver Johansen |              |            |                     | Kujalleq   |
| Qaasuitsup                    | Ole Dorph             |              |            | Palle Jeremiassen   | Qeqertalik |
| Qaasuitsup                    | Ole Dorph             |              | Ane Hansen | Avannaata           |            |
| Qeqqata                       | Hermann Berthelsen    |              |            | Malik Berthelsen    | Qeqqata    |
| Sermersooq                    | Asii Chemnitz Narup   |              |            | Charlotte Ludvigsen | Sermersooq |